# Plageaander
Plageaander er en dansk stum komediefilm fra 1910 produceret af Nordisk Films Kompagni. Filmens instruktør er ukendt. 
Filmen havde dansk premiere den 12. januar 1910 i Biograf-Theatret.

## Handling
En munk forsøger at tage sig en lur i æblehaven, men naboens drenge vil ikke lade ham være i fred. De stjæler æbler, og driller munken. Heldigvis er der noget, der hedder Nemesis, og drengene ender med at få en gang prygl.